# Saint-Gervais-les-Bains
 Saint-Gervais-les-Bains  es una población y comuna francesa, en la región de Ródano-Alpes, departamento de Alta Saboya, en el distrito de Bonneville y cantón de Saint-Gervais-les-Bains. Es el municipio de más altitud de toda Francia dado que el Mont-Blanc se encuentra en su término municipal.
El 12 de julio de 1892, un lago subterráneo formado por el glaciar Tête-Rousse del Mont Blanc se destapó e inundó el valle de Saint-Gervais. Murieron 175 personas.

## Demografía
| 4273 | 4503 | 4556 | 4661 | 5124 | 5276 |
| Para los censos de 1962 a 1999 la población legal corresponde a la población sin duplicidades (Fuente: INSEE [Consultar]) |      |      |      |      |      |